# 班尼·希爾

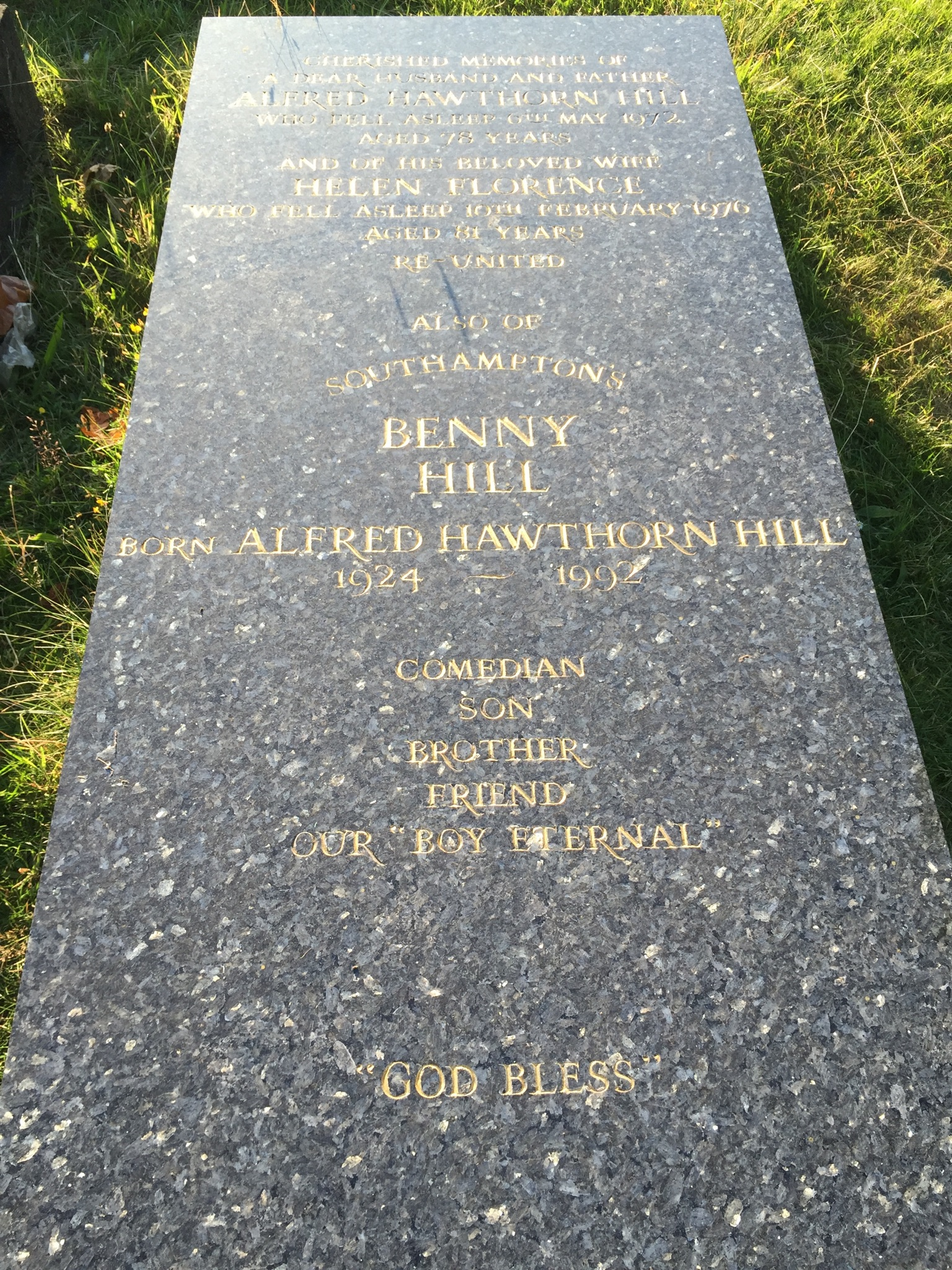
班尼·希爾的墓碑

班尼·希爾（英語：Benny Hill，1924年1月21日—1992年4月20日 ），本名艾彿烈•霍桑•希爾 (Alfred Hawthorne Hill)，英國著名演員、喜劇演員、歌手和作家，他以長壽攪笑節目《不文山鬼馬表演》（The Benny Hill Show 1955 - 1991）最為人熟識，該節目融合了鬧劇、詼諧模仿、語帶雙關及色情笑話為賣點，其形式包括現場喜劇和電影片段，希爾幾乎是每個片段的焦點。希爾演出接近四十年，是為一代笑匠。招牌動作是行軍人舉手禮。
希爾成為英國電視界的傑出人物有好幾十年。他的演出是最多英國人收看的節目之一，1971 年觀眾人數達到 2100 萬以上。《不文山鬼馬表演》還出口到世界上一半的國家。 他獲得了英國電影學院獎最佳編劇獎和金玫瑰獎，並獲得了英國電影學院獎最佳娛樂表演獎和兩項艾美獎傑出綜藝獎提名。2006年，希爾在獨立電視網 (ITV) 的電視 50 位最偉大明星投票中被英國公眾選為第 17 位。
除電視之外，希爾出演了電影包括伊靈喜劇《誰幹的？Who Done It? (1956 film)》 (1956)、《Chitty Chitty Bang Bang》 (1968) 和 《The Italian Job The Italian Job》 (1969)。他的喜劇歌曲《厄尼（西部最快的送奶工) Ernie (The Fastest Milkman in the West) 》是 1971 年聖誕節英國單曲榜第一名，並於 1972 年獲得英國作曲家、編曲家和作家學院頒發的艾弗·諾韋洛獎(Ivor Novello)。

## 早期生活
艾彿烈•霍桑•希爾於1924年1月21日在英國南部漢普郡港口城市修咸頓出生，父親艾彿烈 Alfred Hill (1893–1972)，後來成為一家醫療手術器材店的經理，及祖父亨利二人均曾為馬戲團小丑。母親是海倫（本姓姬芙 née Cave；1894–1976）。希爾離開唐頓學校 (Taunton's School) 後曾在連鎖店伍爾沃斯 (Woolworths) 當送牛奶工人、橋樑操作員、司機，之後成為巡迴表演團的舞台副經理。他於 1942 年應徵入伍，並在英國陸軍皇家電氣和機械工程師學院接受了機械師培訓，二戰時為英國海軍機械工。1944 年 9 月之後，他在諾曼底擔任機械師、卡車司機和探射燈操作員，後來在戰爭結束前轉換到軍隊慰勞娛樂服務部門。
希爾受到在英國音樂廳 (Music Hall) 演出的“喜劇明星演員”啟發，開始在演藝界嶄露頭角。希爾為對當時美國著名笑匠積•班尼 (Jack Benny) 致敬，將藝名改成班尼•希爾。而另一位影響希爾的是查理·卓別林。

## 演出事業
班尼•希爾於二戰後成為電台廣播員，並於 1947 年 10 月 5 日在 英國廣播公司電台綜合節目 《Variety Bandbox》 上首次亮相。首次的電視出鏡是在 1950 年，並於 1962 至 1963 年間演出處境喜劇《本尼希爾》，每集扮演不同角色。1964 年，希爾在一部有群星參演的電視電影中飾演莎士比亞名著《仲夏夜之夢》的尼克·博特姆。此外，由 1964 年至 1966 年間，希爾在英國廣播公司的晚間電台節目 《班尼•希爾時間》，共播出了三季。這是一個以當時受關注話題為內容的節目，例如，在 1964 年 3 月的一集中，扮演“來自莫斯科的愛”的「詹姆斯·龐德 (James Pond) 0017」 在和希爾版本的披頭四樂隊。他在該系列中演繹了許多角色，例如喜劇演員夏利•希爾 (Harry Hill) 和 娛樂大亨弗雷德·斯庫特爾 (Fred Scuttle)。

### 電影及唱片
電影方面，希爾演出過五部電影及兩部短片。五部完整的故事片，包括：「誰做的？ (Who Done It?) （1956 年）」、「照亮天空！ (Light Up the Sky!)  （1960 年）」、「飛行機器中的偉人 (Those Magnificent Men in Their Flying Machines)  （1965 年）」、「Chitty Chitty Bang Bang（1968 年）」和「意大利工作 (The Italian Job) （1969 年）」。 他還製作了兩部短片，包括：「侍應 (The Waiters)  (1969) 」和「八月的艾廸 (Eddie in August)  (1970)」 —— 後者是一部電視作品。最後是一部名為「班尼•希爾的最佳（1974 年）」，是他早期泰晤士電視節目（1969-1973 年）剪輯而成的衍生電影，發行在電影院播放的《不文山鬼馬表演》彙編。
希爾亦出版過五張唱片，包括「聚集在蘑菇裡 (Gather in the Mushrooms) （1961 年）」、「皮普斯的日記 (Pepys' Diary) （1961 年）」、「原子粒收音機 (Transistor Radio) （1961 年）」、「愛的收成 (Harvest of Love) （1963 年）」和「厄尼 （西部最快的送奶工）」，它是 1971 年英國聖誕節單曲排名榜第一位。1972 年，希爾獲得了英國作曲/作詞家、作曲家和作家學院頒發的艾弗·諾韋洛獎。

### 不文山鬼馬表演
希爾曾經在舞台上努力，在廣播界中的成就有起有落，但在電視上，他找到了一個能發揮他強項的媒介。而希爾最廣受歡迎的是《不文山鬼馬表演》，該電視節目由 1955 年 1 月 15 日開始至 1991 年 5 月 30 日結束，期間共製作了 19 季近 60 集，曾在全球超過 140 國家播出。《不文山鬼馬表演》 採用了音樂廳帶動的形式，結合了現場喜劇、歌舞及預拍影片環節，其幽默依靠着鬧劇、影射、詼諧模仿、語帶雙關及色情笑話。節目在 BBC 播放期間，經常在節目中出現的演員包括帕翠施雅·希耶絲 (Patricia Hayes)、傑里米·霍克 (Jeremy Hawk)、彼得·弗農 (Peter Vernon)、羅尼·布羅迪 (Ronnie Brody) 和他從 1950 年代初到 1960 年代初一起合作的篇劇戴夫·弗里曼 (Dave Freeman)。矮個子，禿頭的積奇·韋特 (Jackie Wright) 是一個經常當配角的演員，在許多短劇中，他必須忍受希爾拍打他的頭頂。希爾於節目中扮演不同人物，更經常反串做女性，節目尾聲通常由一班人以快鏡追逐著希爾作結束。
除了在 1957 年至 1960 年期間和另一次在 1967 年在獨立電視網 (ITV) 和聯合電視 (ATV) 任職之外，直至到 1968 年，希爾大部分時間都在 BBC 工作。到 1969 年，他的節目從 BBC 轉移到泰晤士電視，直到 1989 年節目被取消，以一個一小時沒有特定安排的特備節目所取代。《不文山鬼馬表演》系列展示了希爾作為富有想像力的篇劇、喜劇演員和模仿演員的才能。他可能從不同喜劇作家購買劇本，但如果是這樣，他們從未獲得過出現在片尾字幕的表揚（某些證據表明，他在 1976 年從其中一位固定演員切麗·姬拿姆 (Cherri Gilham) 那裡購買了劇本，希爾從西班牙寫信給她，告訴她自己在 1977 年 1 月的節目中使用了她的「胖夫人」的想法）。
希爾節目中最常見的連環笑料是在結束的一組鏡頭，即“逃跑”，這本身是一串連環笑料，演員們以及其他喜劇角色，如警察、牧師和老婦人等追逐着希爾。這通常是使用“慢速攝影”技術拍攝的，並包括其他滑稽的特點，例如慢跑而不是全速奔跑，以及角色從屏幕的一側跑出鏡頭並從另一側重新出現。在所有追逐場面中使用的曲調是布茲·藍道夫的“葉克蒂·薩克斯”，此曲與節目有着緊密的聯系，通常被稱為“不文山主題音樂 (The Benny Hill Theme)”。不少電視節目和電影以各種方式模仿作為搞笑之用。在 2015 年英國廣泛的民意調查中，該節目的主題音樂於獨立電視台 (英國) ( ITV) 特別節目 獨立電視之聲 - 全國最喜愛主題音樂 中被評為第一名。
從 1980 年代開始，《不文山鬼馬表演》以一群迷人的年輕女性為特色，統稱為“希爾天使”。他們既有獨自在舞蹈環節出現，還有以配角身份出現作為希爾的對手。蘇·厄普頓是天使隊演出時間最長的成員之一。珍·李維斯亦有演出。亨利·麥基和鮑勃·托德加上積奇·韋特擔當喜劇配角。後來的節目還出現了“希爾小天使”，一群可愛的孩子，包括丹尼斯·柯克蘭（節目導演）和蘇·厄普頓的家庭成員。珍妮·李-賴特（1970 年首次出在節目中現希）贏得了希爾打造的“最性感的逗趣配角”的綽號。
另類喜劇演員賓·埃爾頓 在電視節目《週六現場》和《Q》（1987 年 1 月號）的文章都發表了引人關注的指控，稱《不文山鬼馬表演》煽動犯罪和不檢點行為。 「我們知道，在英國，女性甚至不能再在公園裏安全走動了。對我來說，這令人擔憂。」 然而，《獨立報》的一位作家雖然認為，埃爾頓的抨擊「就像看著一個年長的伯伯被年輕的暴徒踢死」。但 瀟灑 (GQ) 雜誌卻稱，「如此誇大和預警，有如將強姦統計數據歸咎於希爾，就像指責音樂會上鋼琴家導致偷獵大象一樣」。埃爾頓後來在《哈利·恩菲爾德和密友》中以班尼·埃爾頓（Benny Elton）角色戲謔模仿希爾，這是一個為政治正確的對著幹行動，埃爾頓最終被憤怒的女人追逐，伴隨著“Yakety Sax”主題音樂，試圖迫使她們變得更加女權主義。 廣播標準局的一位發言人評論說：「傳統變得越來越令人反感......這並不像讓一群半裸的女孩被一個骯髒的老頭追逐橫過螢光幕那麼有趣。」
1989 年 5 月尾，希爾宣佈在泰晤士電視台工作 21 年後，他會引退並休假一年。他的節目已經為泰晤士帶來了 2600 萬英鎊的收入，其中很大部分來自節目在美國的成功。英國媒體引述泰晤士電視台軟性娛樂部門主管約翰·霍華德·戴維斯決定不再與希爾續，同時解僱班尼·希爾。戴維斯告訴衛報 ：「這個節目已經過了銷售日期。班尼年輕的時候還好，但到了 60 歲的時候，仍斜視着一個漂亮的女孩就有點不同了。」
1991 年，希爾開始製作一個新的電視系列名為《班尼·希爾世界巡迴之旅》，該系列將看到希爾在世界各地演出在他的節目中廣受歡迎的幽默短劇。然而，希爾只成功錄製了一集名為《來自紐約的問候》的特別節目（與亨利·麥基、鮑勃·托德和蘇·厄普頓等慣常演員一起演出），該節目在發行 DVD 時被稱為“他最後一次在電視上的露面”。
1992 年 2 月，泰晤士電視台收到了觀眾源源不斷關於《不文山鬼馬表演》重播的請求，電視台最終讓步並將原有版本拼合成若干重新剪輯的節目。希爾在收到中央獨立電視台 (ITV Central) 郵寄出的一份新合同的同一天去世，本來他將為 ITV 製作一系列特別節目。他之前拒絕了卡爾頓電視和泰晤士的競爭報價。

## 名人影迷
約翰尼·卡森和搭檔埃德·麥克馬洪都是希爾的粉絲，並多次試圖讓他來到洛杉磯並成為卡森今夜秀的嘉賓。
正如英國廣播公司（BBC）出名地生活節目講述，1991 年希爾在卓別林去世後訪問了差利·卓別靈的家。卓別靈的兒子尤金把希爾帶到了他父親的私人書房，並展示給他在一個架上多盒的尼希爾錄像帶。尤金告訴希爾，他的父親是一個忠實的粉絲，在他最後的幾年裡經常十分享受地觀看錄像帶。據報導，卓別林的忠實粉絲希爾感動得熱淚盈眶。
電台和電視主持人亞當·卡羅拉 (Adam Carolla) 聲稱他是希爾的粉絲，他認為希爾“有如美國人看待披頭士一樣”。在男人秀中的一集，卡羅拉在一些更淫穢版本的短劇中表演出了被稱為向“我們最喜歡的英國人本尼希爾爵士”（希爾從未被封為爵士）的致敬。卡羅拉扮演了一個粗魯而好色的服務員，一個典型的希爾角色，短劇呈現了希爾節目中眾多演出過的主要人物，包括積奇·韋特式的禿頭男人，以及通常衣著暴露的女士。
米高·積遜是希爾的粉絲：“我只是愛你們的本尼希爾，”年輕的積遜在 1970 年代的巡迴演出中對一位不明所以的英國音樂媒體評論家說，“他太有趣了！”。1987 年，創世紀樂團為他們的歌曲「不管她做了甚麼」拍攝了一段音樂錄影，其中希爾飾演他自己的角色「弗雷德·斯庫特爾  (Fred Scuttle)」，一個不稱職的保安，讓一群荒唐的歌迷溜進創世紀演唱會的後台。饒舌歌手Snoop Dogg在 2011 年 6 月接受觀察家報 (The Observer) 採訪，宣稱自己是希爾的粉絲。
在希爾去世前不久拍攝的《總結》紀錄片「班尼希爾 – 小丑帝國 (Clown Imperial)」 中，畢·雷諾士、米高·堅、約翰·莫蒂默 、米基·魯尼和沃尔特·克朗凯特等名人表達了他們對希爾和他的幽默感的欣賞和敬佩。雷諾士方面，他的讚賞更包含到希爾的天使們。小說家安東尼·伯吉斯毫不掩飾他對希爾的欽佩。伯吉斯的小說通常是帶有喜劇性的，趣味語言、遊戲文字和方言，他佩服希爾的語言和喜劇技巧以此承扥起希爾的成就。 1990 年，伯吉斯在《衛報》回顧希爾的傳記《俏皮男孩 (Saucy Boy) 》中，將希爾描述為“一位沉浸在英國音樂廳傳統中的喜劇天才”（正如卓別林和史丹·勞萊，希爾兒時的兩個偶像）和“在我們的時代最偉大的藝術家之一”。諷刺作家克雷格·布朗在《電訊報》上憶述伯吉斯在報章的一篇文章中曾描述了兩人之間的會面。

## 私人生活
希爾從未在倫敦擁有自己的房子，反之他寧可租住也不願購入一間公寓。他在倫敦皇后門 (Queen's Gate) 租了一間雙人房公寓居住了 26 年，直到 1986 年左右搬到泰丁敦的費爾沃特大樓 (Fairwater House)。在尋找住處期間，他住在南安普敦的韋斯特羅花園  (Westrow Gardens) 22 號。
儘管班尼•希爾已是百萬富翁，但他仍然保持著從父母那裡養成的節儉習慣，例如在超市購買便宜的食物；懂駕駛，但沒有自己的汽車。就算步行數公里也不願乘坐的士，除非有人承擔豪華轎車接送的費用；同一件衣服有著多次的縫補。據說因為「太貴」而不肯替母親維修漏水的屋頂。希爾容許自己最奢侈的花費要算是出國旅遊，即便如此，但只會入住一些簡陋的旅館而不選擇五星級酒店。
希爾從未結過婚，也沒有孩子。他曾先後向兩名女性求婚，但都沒有被接受。 1992 年在他去世後不久，女演員安妮特·安德烈表示，她在 1960 年代初拒絕過他的求婚。謠言流傳說他是同性戀，但他一貫笑著否認。
希爾是一名法國迷，喜愛造訪法國，特別是地中海城市馬賽。直到 1980 年代，他都隱藏著身份去戶外咖啡館，乘坐公共交通工具並與當地婦女接觸。他能說一口流利的法語，也懂基本的德語、西班牙語、荷蘭語和意大利語。

## 逝世
到 1980 年代末，希爾身體狀況日差。在 1992 年 2 月 24 日經歷了一次輕微心臟病發，醫生勸他減輕體重及接受心臟搭橋手術，但希爾拒絕。一星期後，更被診斷出有腎衰竭。希爾最終於 1992 年 4 月 20 日逝世，享年 68 歲。希爾的去世是監製由於電話多日未能聯絡上希爾，在兩日後到他的住所時才發現。警方破門後，發覺已過身的希爾正坐在電視機前的扶手椅上。報告顯示希爾是死於冠狀動脈栓塞。希爾於 1992 年 4 月 26 日安葬在他出生地南安普敦附近的霍利布魯克公墓。
1992 年 6 月 5 日，希爾的遺產在倫敦獲得了遺囑確認：他去世時的價值為 7,548,192 英鎊，相當於 2020 年的 16,000,000 英鎊。希爾唯一的遺囑是在他去世前三十年立下，內容是將巨大的財產留給他的父母。但希爾過世時，雙親已去世，而最近的受益人即他的兄長及妹妹也不在人世；最終，遺產被希爾的七個子侄及外甥瓜分。
1992 年 10 月 4 日晚上，在媒體猜測希爾有大量黃金和珠寶陪葬後，盜墓者在霍利布魯克公墓挖掘墳墓並打開棺材。到第二天早上，一名路人注意到了敞開的墳墓。警方對現場進行檢查後，墓地工作人員將棺材重新封蓋，並再次將墓地填埋；作為安全措施，在其上放置了一塊 1 英尺（300 毫米）厚的混凝土板。

## 遺光
1998 年，第 4 頻道在其喜劇英雄節目特別介紹希爾為其中之一位主角。2002 年，《獨立報》評論人大衛·約翰·泰勒將他評為 20 世紀英國喜劇演員第三位，僅次於差利·卓別靈（他晚年成為班尼·希爾的粉絲，並在他的書房裡收藏了《不文山鬼馬表演》的錄影帶）和史丹·勞萊。
2006 年 12 月 28 日，第 4 頻道播出了紀錄片《班尼希爾還有趣嗎？》該節目特別以觀眾包括對希爾知之甚少或一無所知的年輕人為代表，以了解他的喜劇對於喜歡大英國小人物(Little Britain)、嘉芙蓮·塔特秀(The Catherine Tate Show)及波拉特之類的一代是否受落。參與者對一個 30 分鐘的彙編給予了好評，節目當中包括希爾在 BBC 和 ITV 節目中的幽默示例。
2021 年 11 月，這是電視 宣布《不文山鬼馬表演》將與其他獨立電視網 (ITV) 節目，如關於比德爾的和肯尼·埃弗里特 的新年特別節目一起出現在其聖誕節日程表中。除了在免費觀看 Freeview 上運營多個地方電視頻道外，這是電視在 91 頻道還有另一個全國時段，這意味著希爾的節目將在近 20 年來首次在英國全國範圍內全面播放。

## 外部連結
- 班尼·希爾官方網站 - BennyHill.org （页面存档备份，存于）
- 班尼·希爾在互联网电影资料库（IMDb）上的資料（英文）